# Tryonia angulata
The sportingoods tryonia, Tryonia angulata, là một loài động vật chân bụng thuộc họ Hydrobiidae. Đây là loài đặc hữu của Hoa Kỳ.